# Bell V–280 Valor

A V–280 Valor (magyarul: bátorság) egy közepes méretű billenőrotoros konvertiplán, amelyet az amerikai Bell és Lockheed Martin vállalatok közösen fejlesztenek az Egyesült Államok Hadseregének Future Long-Range Assault Aircraft (FLRAA)  programjára. A program célja a UH–60 Black Hawk helikopterek leváltása egy nagyobb sebességre és hatótávolságra képes típussal. A típus különlegessége, hogy a V–22 Osprey-hez hasonlóan  ötvözi a helikopter és repülőgép tulajdonságait, aminek köszönhetően sebessége mintegy kétszerese a Black Hawk helikopterhez képest. A V–280-as 2017 december 18-án emelkedett először levegőbe, majd hosszas mérlegelés után 2022 december 5-én bejelentették, hogy a V–280 Valor névre keresztelt repülőgép nyerte a hadsereg tenderét a konkurens SB-– Defiant típussal szemben. A típus még fejlesztés alatt áll, így várhatóan csak évek múlva állhat szolgálatban az amerikai haderőnél.

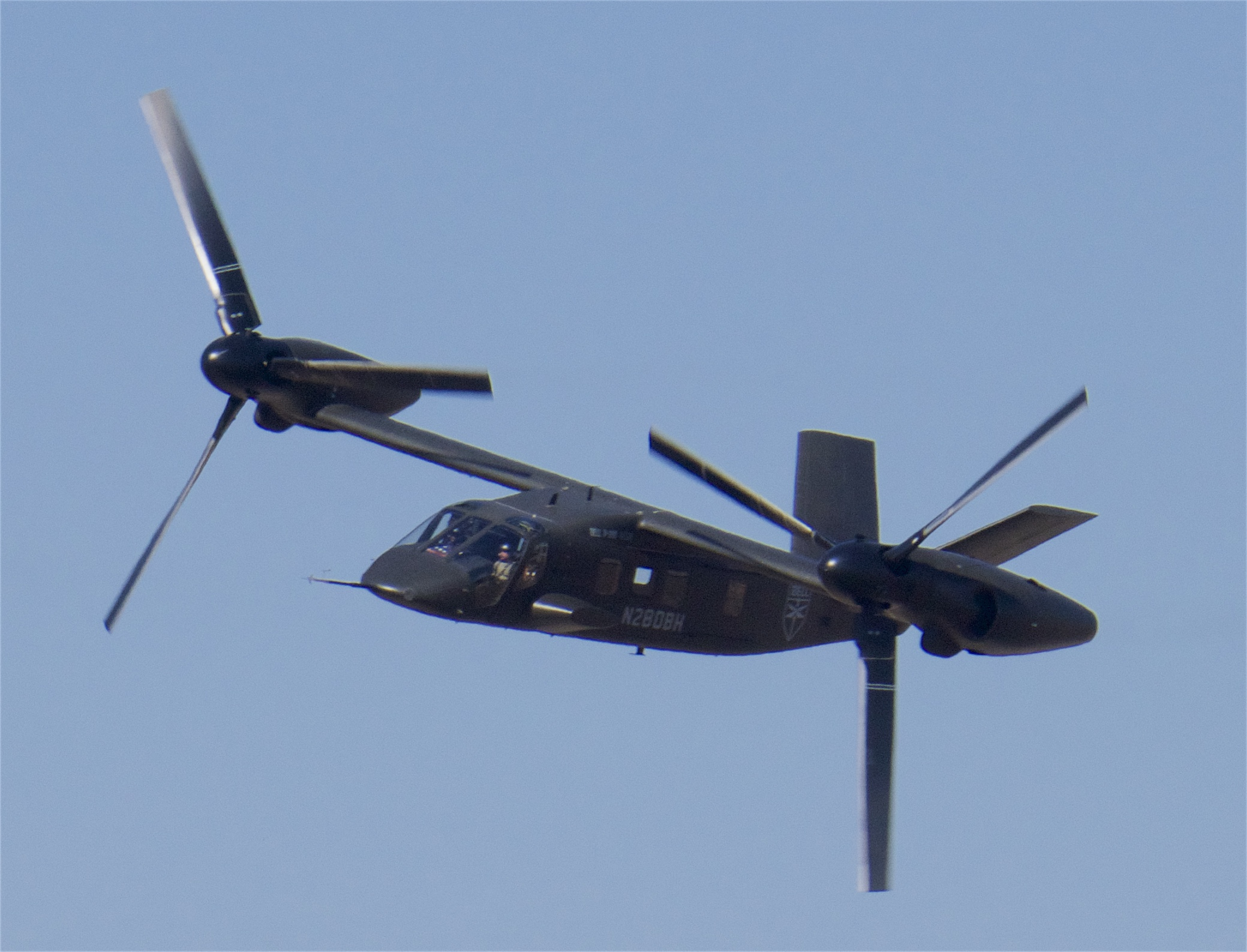
Repülés "repülőgép üzemmódban"
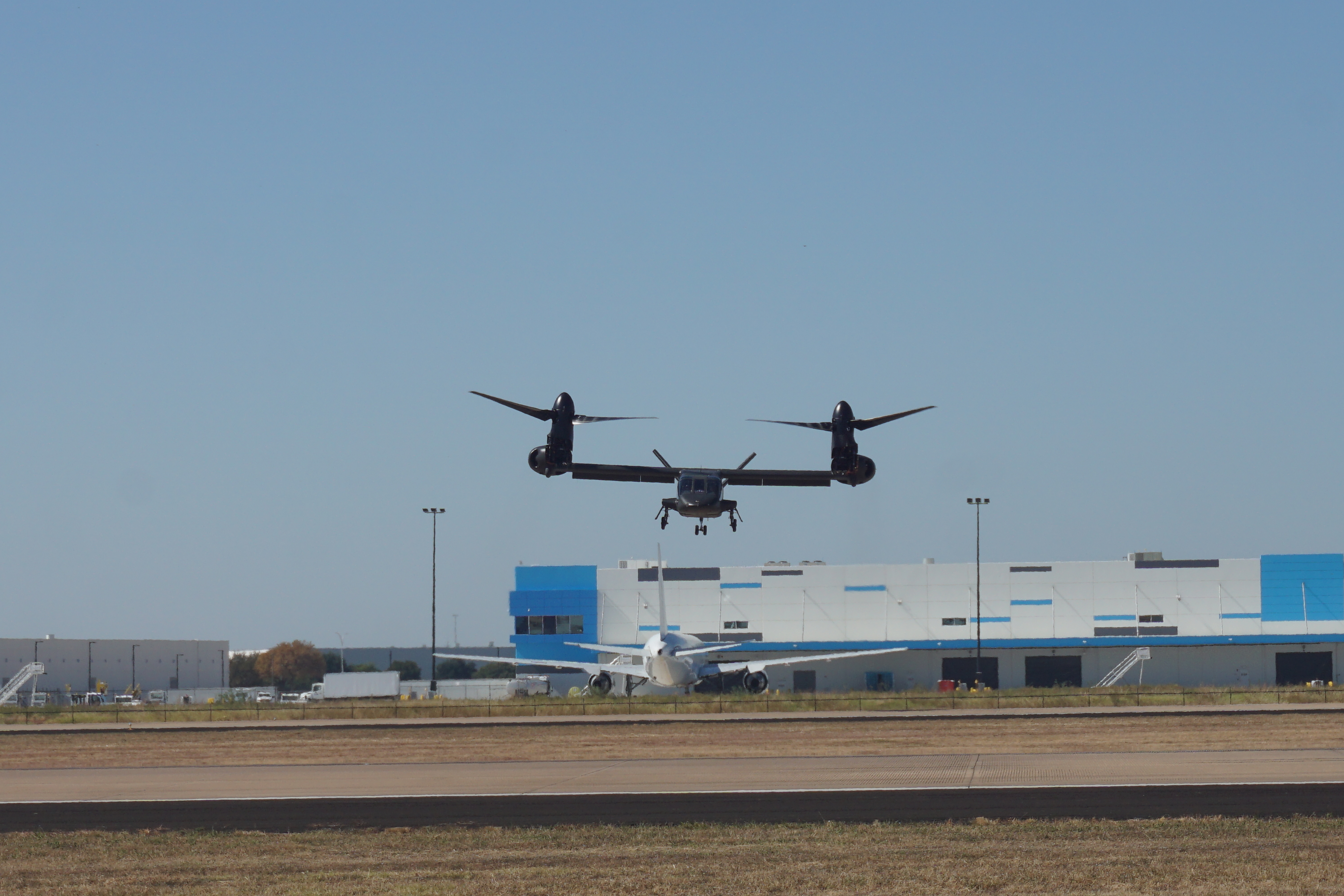

## Fordítás
- Ez a szócikk részben vagy egészben  a   Bell V-280 Valor című angol Wikipédia-szócikk ezen változatának fordításán alapul.  Az eredeti cikk szerkesztőit annak laptörténete sorolja fel. Ez a jelzés csupán a megfogalmazás eredetét és a szerzői jogokat jelzi, nem szolgál a cikkben szereplő információk forrásmegjelöléseként.